# إد موريس (لاعب كرة قاعدة)
إد موريس (بالإنجليزية: Ed Morris)‏ هو لاعب كرة قاعدة أمريكي، ولد في 29 سبتمبر 1862 في بروكلين في الولايات المتحدة، وتوفي في 12 أبريل 1937 في بيتسبرغ في الولايات المتحدة.

## وصلات خارجية
- إد موريس (لاعب كرة قاعدة) على موقعبيزبول رفرنس.كوم (الدوري الرئيسي) (الإنجليزية)
- إد موريس (لاعب كرة قاعدة) على موقعبيزبول رفرنس.كوم (الدوري الثانوي) (الإنجليزية)